# Anne Käfer
Anne Käfer (* 1977 in Heidelberg) ist eine deutsche evangelische Theologin.

## Leben
Nach dem Abitur im Juni 1995 in Heilbronn absolvierte Käfer ein soziales Praktikum und studierte von 1996 an Evangelische Theologie zunächst ein Jahr in Neuendettelsau, dann bis 2001 in Tübingen, wo sie das Studium mit dem Ersten Theologischen Examen abschloss. Ebendort wurde sie 2005 mit einer Arbeit über die Ästhetik Schleiermachers im Kontext zeitgenössischer Entwürfe promoviert; für ihre 2006 veröffentlichte Studie erhielt sie den Promotionspreis der Universität Tübingen.
Die Habilitationsschrift Inkarnation und Schöpfung. Schöpfungstheologische Voraussetzungen und Implikationen der Christologie bei Luther, Schleiermacher und Karl Barth fertigte sie auf einer eigenen Stelle der DFG an. Im Februar 2009 wurde ihr aufgrund dieser Studie die Lehrbefugnis für das Fach Systematische Theologie durch die Tübinger Evangelisch-Theologische Fakultät erteilt. Von 2008 an absolvierte sie zudem das Vikariat in der Evangelischen Landeskirche in Württemberg, das sie 2011 mit dem Zweiten Theologischen Examen abschloss.
Im Sommersemester 2011 war Käfer zunächst Gastprofessorin an der Humboldt-Universität zu Berlin für Systematische Theologie mit dem Schwerpunkt Ethik, bevor sie von 2011 bis 2013 als Oberkirchenrätin Referentin für Theologie und Kultur im Kirchenamt der EKD war. Von 2013 bis 2016 war sie Vertretungsprofessorin an den Universitäten Leipzig, Berlin und Bielefeld.
Seit dem Wintersemester 2016/17 lehrt sie als Professorin für Systematische Theologie und ist in der Nachfolge Michael Beintkers Direktorin des Seminars für Reformierte Theologie an der Westfälischen Wilhelms-Universität Münster.
Ihre Forschungsschwerpunkte sind reformierte und lutherische Theologie, Schleiermacher-Forschung, Gerechtigkeitsethik, Tier-/Mitwelt-Ethik sowie Anthropologie und Künstliche Intelligenz.

## Werke (Auswahl)

### Monographien
- „Die wahre Ausübung der Kunst ist religiös“. Schleiermachers Ästhetik im Kontext der zeitgenössischen Entwürfe Kants, Schillers und Friedrich Schlegels (Beiträge zur historischen Theologie 136). Tübingen 2006 (zugleich Dissertation, Tübingen 2005).
- Inkarnation und Schöpfung. Schöpfungstheologische Voraussetzungen und Implikationen der Christologie bei Luther, Schleiermacher und Karl Barth (Theologische Bibliothek Töpelmann 151). Berlin/New York 2010 (zugleich Habilitationsschrift, Tübingen 2009).
- Glauben bekennen. Glauben verstehen. Eine systematisch-theologische Studie zum Apostolikum (Theologische Studien. Neue Folge 10). Zürich 2014.
- Gottes Werk und Fleisches Lust. Tierethische Erörterungen aus evangelisch-theologischer Sicht. Baden-Baden, 2. durchgesehene Aufl., 2024.

### Herausgeberschaften
- (gemeinsam mit Jens Herzer und Jörg Frey) Die Rede von Jesus Christus als Glaubensaussage. Der zweite Artikel des Apostolischen Glaubensbekenntnisses im Gespräch zwischen Bibelwissenschaft und Dogmatik. Tübingen 2018.
- (gemeinsam mit Henning Theißen) In verantwortlichen Händen. Unmündigkeit als Herausforderung für Gerechtigkeitsethik (Veröffentlichungen der Wissenschaftlichen Gesellschaft für Theologie 55). Leipzig 2018.
- Der reformierte Schleiermacher. Gespräche über das reformierte Erbe in seiner Theologie, Berlin/Boston 2019.
- (gemeinsam mit Constantin Plaul und Florian Priesemuth) Der reformierte Schleiermacher. Prägungen und Potentiale seiner Theologie (Schleiermacher-Archiv 28), Berlin/Boston 2020.
- (gemeinsam mit Jens Herzer und Jörg Frey) Die Rede von Gott Vater und Gott Heiligem Geist als Glaubensaussage. Der erste und der dritte Artikel des Apostolischen Glaubensbekenntnisses im Gespräch zwischen Bibelwissenschaft und Dogmatik. Tübingen 2020.